# Priit
Priit est un prénom masculin estonien apparenté aux prénoms Frédéric, Frederick ou Friedrich. Ce prénom peut désigner:

## Prénom
- Priit Aavik (en) (né en 1994), nageur estonien
- Priit Aimla (en) (né en 1941), écrivain et homme politique estonien
- Priit Herodes (en) (né en 1948), héraldiste estonien
- Priit Hõbemägi (et) (né en 1957), journaliste et conférencier estonien
- Priit Kasesalu (né en 1972), programmeur estonien des logiciels Skype et Kazaa
- Priit Kolbre (et) (1956-2006), diplomate estonien
- Priit Kolsar (en) (né en 1973), musicien hip hop estonien
- Priit Kuulberg (et) (né en 1955), musicien et directeur sonore estonien
- Priit Kuusk (et) (né en 1938), musicologue et journaliste estonien
- Priit Ligi (et) (1958-1994), archéologue estonien
- Priit Loog (en) (né en 1984), acteur de télévision et cinéma estonien
- Priit Narusk (en) (né en 1977), skieur cross-country estonien
- Priit Pajusaar (et) (né en 1964), compositeur estonien
- Priit Pärn (en) (né en 1946), directeur d'animation et dessinateur estonien
- Priit Pedajas (et) (né en 1954), acteur et metteur en scène estonien
- Priit Pikamäe (en) (né en 1973), avocat et juge estonien
- Priit Pius (en) (né en 1989), acteur et film et de télévision estonien
- Priit Põldroos (et) (1902-1968), réalisateur et acteur estonien
- Priit Pullerits (en) (né en 1965), journaliste estonien
- Priit Sibul (en) (né en 1977), homme politique estonien
- Priit Tasane (en) (né en 1964), rameur olympique estonien
- Priit Tender (en) (né en 1971), animateur et réalisateur estonien
- Priit Tomson (né en 1942), joueur soviétique de basket-ball
- Priit Toobal (en) (né en 1983), homme politique estonien
- Priit Vesilind (en) (né en 1943), photojournaliste américano-estonien
- Priit Viks (né en 1982), biathlète estonien
- Priit Võigemast (en) (né en 1980), acteur estonien
- Priit Volmer (en) (né en 1978), chanteur d'opéra estonien
- Priit Willbach (en) (1953-2013), maire estonien de Tallinn

## Référence
1. ↑  (en) « 10th Century Frisian Masculine Names », sur heraldry.sca.org (consulté le 28 décembre 2017)